# نقطه‌های آغاز در اخلاق عملی
نقطه‌های آغاز در اخلاق عملی کتابی از محمدرضا مهدوی کنی است که در سال ۱۳۷۱ منتشر و در مراسم کتاب سال جمهوری اسلامی ایران به‌عنوان کتاب برگزیده معرفی شد.